# Typhaeus fossor
Typhaeus fossor is een keversoort uit de familie mesttorren (Geotrupidae). De wetenschappelijke naam van de soort werd in 1838 gepubliceerd door Waltl.